# 제6회 전국동시지방선거
제6회 전국동시지방선거는 2014년 6월 4일 수요일에 실시된 선거이다. 본 선거에서 대한민국 지방의회의원 및 지방자치단체장을 선출하였다.

## 선거 개요

### 선거권
선거일 기준으로 만 19세 이상인 대한민국 국민(선거일의 24시에 만 19세가 되는 1995년 6월 5일 출생자를 포함한다)은 공직선거법 제18조의 결격사유에 해당되는 경우를 제외하고는 전부 선거권이 있다.

### 선거 제도
제6회 지방선거에서는 총 7개의 선거가 치러지기 때문에 유권자는 1인 7표를 행사한다. 투표 용지는 2번에 나뉘어 사용된다. 1차 투표 용지에는 교육감, 광역자치단체장과 기초자치단체장을 기표하며,  2차 투표 용지에는 광역자치단체의원, 기초자치단체의원, 광역자치단체의원 비례대표와 기초자치단체의원 비례대표를 기표한다. 다만 제주특별자치도는 기초자치단체장과 기초자치단체의회 의원을 선출하지 않고 교육의원을 선출하므로 이번 지방 선거에서 총 5개의 선거가 치러지므로 유권자는 1인 5표를 행사하며, 세종특별자치시는 기초 자치단체와 광역 자치단체가 통합되어 있는 관계로 1인 4표를 행사한다.

## 참여 정당
제6회 지방 선거에는 총 16개 정당이 후보자를 등록하였다.
- 국회에 의석이 있는 당 : 새누리당, 새정치민주연합, 통합진보당, 정의당
- 국회에 의석이 없는 당 : 노동당, 녹색당, 그린불교연합당, 기독민주당, 새정치국민의당, 겨레자유평화통일당, 대한민국당, 새마을당, 공화당, 한나라당

| 기호        | 정당               | 비고 |
| ----------- | ------------------ | --- |
| 1           | 새누리당           | 5명 이상의 지역구 국회의원이 있거나 직전 선거(대통령, 비례대표 국회의원 또는 비례대표 광역의회 선거)에서 전국 유효투표 총수의 100분의 3 이상을 득표한 정당은 전국적으로 통일된 기호를 먼저 가지며, 그 기호는 후보를 공천하지 않아도 다른 정당이나 무소속 후보가 쓸 수 없는 고정 기호이다. |
| 2           | 새정치민주연합     | 5명 이상의 지역구 국회의원이 있거나 직전 선거(대통령, 비례대표 국회의원 또는 비례대표 광역의회 선거)에서 전국 유효투표 총수의 100분의 3 이상을 득표한 정당은 전국적으로 통일된 기호를 먼저 가지며, 그 기호는 후보를 공천하지 않아도 다른 정당이나 무소속 후보가 쓸 수 없는 고정 기호이다. |
| 3           | 통합진보당         | 5명 이상의 지역구 국회의원이 있거나 직전 선거(대통령, 비례대표 국회의원 또는 비례대표 광역의회 선거)에서 전국 유효투표 총수의 100분의 3 이상을 득표한 정당은 전국적으로 통일된 기호를 먼저 가지며, 그 기호는 후보를 공천하지 않아도 다른 정당이나 무소속 후보가 쓸 수 없는 고정 기호이다. |
| (4)         | 정의당             | 정의당은 국회의원 5명(지역구 국회의원은 1명)이 있어서 기호 우선권을 갖으나, 후보를 내지 않으면 4번은 변동 기호가 된다. |
| 변 동 기 호 | 겨레자유평화통일당 | 국회의원이 없는 정당은 가나다 순서로 기호를 갖는다. 무소속은 정당의 다음에 배정되며, 무소속 후보가 2명 이상이면 추첨으로 기호를 정한다. |
| 변 동 기 호 | 공화당             | 국회의원이 없는 정당은 가나다 순서로 기호를 갖는다. 무소속은 정당의 다음에 배정되며, 무소속 후보가 2명 이상이면 추첨으로 기호를 정한다. |
| 변 동 기 호 | 그린불교연합당     | 국회의원이 없는 정당은 가나다 순서로 기호를 갖는다. 무소속은 정당의 다음에 배정되며, 무소속 후보가 2명 이상이면 추첨으로 기호를 정한다. |
| 변 동 기 호 | 기독민주당         | 국회의원이 없는 정당은 가나다 순서로 기호를 갖는다. 무소속은 정당의 다음에 배정되며, 무소속 후보가 2명 이상이면 추첨으로 기호를 정한다. |
| 변 동 기 호 | 노동당             | 국회의원이 없는 정당은 가나다 순서로 기호를 갖는다. 무소속은 정당의 다음에 배정되며, 무소속 후보가 2명 이상이면 추첨으로 기호를 정한다. |
| 변 동 기 호 | 녹색당             | 국회의원이 없는 정당은 가나다 순서로 기호를 갖는다. 무소속은 정당의 다음에 배정되며, 무소속 후보가 2명 이상이면 추첨으로 기호를 정한다. |
| 변 동 기 호 | 대한민국당         | 국회의원이 없는 정당은 가나다 순서로 기호를 갖는다. 무소속은 정당의 다음에 배정되며, 무소속 후보가 2명 이상이면 추첨으로 기호를 정한다. |
| 변 동 기 호 | 새마을당           | 국회의원이 없는 정당은 가나다 순서로 기호를 갖는다. 무소속은 정당의 다음에 배정되며, 무소속 후보가 2명 이상이면 추첨으로 기호를 정한다. |
| 변 동 기 호 | 새정치국민의당     | 국회의원이 없는 정당은 가나다 순서로 기호를 갖는다. 무소속은 정당의 다음에 배정되며, 무소속 후보가 2명 이상이면 추첨으로 기호를 정한다. |
| 변 동 기 호 | 한나라당           | 국회의원이 없는 정당은 가나다 순서로 기호를 갖는다. 무소속은 정당의 다음에 배정되며, 무소속 후보가 2명 이상이면 추첨으로 기호를 정한다. |

## 정당별 주요 공약
지방선거에서 각 정당은 공약집을 발간하였는데, 여당인 새누리당은 "행복은 작은 것부터 시작한다"는 명제하에 거창한 구호보다 국민들이 생활 속에서 필요로 하는 정책이 무엇인지 살펴보고 실천이 가능한 순서대로 모아 '행복드림' 약속 꾸러미를 만들었다고 밝혔다. 한편 새정치민주연합은 오천만 생활자를 위하여 여유는 더해주고, 부담은 줄여주고, 안전은 지켜주는 "더. 줄. 지 생활공약"을 내걸었다. 이 3대 기조로 새정치민주연합은 대한민국 생활자가 누려야할 8대 공통권리와 24개 생활자별 공약을 제시했다고 밝혔다.

### 안전
세월호 침몰 사고과 연이은 안전 사고 이후 여당인 새누리당과 야당인 새정치민주연합, 통합진보당 등은 지방선거에서 '안전'을 키워드로 내걸고 선거운동에 돌입하였다. 새누리당은 공약집에서 "최근 세월호 침몰사고로 인해 고귀한 국민들의 생명이 희생되었고 국민 안전에 대한 신뢰가 무너지고 이는 국민의 가슴에 멍을 들게 하였다"며 "다시는 이러한 일이 일어나지 않도록 우리 사회의 기본부터 다시 챙기겠다"고 밝혔다. 안전 부문에서 여당은 잘못된 관행과 비리를 철폐하고 다중이용교통시설에 대한 안전 대책 강화, 성폭력·가정폭력·아동학대를 방지하고 이에 대한 처벌을 강화하기 위한 대책을 강구하고, 개인정보 보호를 위한 대책과 석면·미세먼지·라돈과 같은 '생활 주변 유해물질'을 차단하겠다고 밝혔다. 한편 새정치민주연합은 국민 모두라면 일상생활이 위협받지 않고 안심할 수 있도록 기본권이 보장되어야 한다며 여야와 시민사회, 민간 전문가가 참여하는 범국가적 위원회를 구성하고 국민의 생명과 안전을 지키는 안전관리 시스템을 전면 재개편하고 재난 발생시 30분 내에 현장에 도착하여 구조 활동이 가능하도록 각종 재난대응 자원을 정비하고 대응체계를 전면 개편하겠다고 다짐하였다. 이외 도시 치안을 확보하고 원전 비중 확대에 따라 국민의 안전을 보장할 수 있는 방안을 마련하겠다고 밝혔다.

## 선거 결과

### 투표율
사전 투표의 경우 총 유권자 4129만 6228명 중 474만 4241명이 참여하여 11.49%의 사전투표율을 기록하였으며, 최종 투표율은 총 유권자 중 2346만 4573명이 참여한 56.8%를 기록하였다. 제6회 지방 선거는 1995년 처음으로 전국 동시 지방선거가 열린 이후 두 번째로 높은 투표율을 기록했다. 지역별로는 전라남도가 65.6%, 제주특별자치도가 62.8%, 세종특별자치시 62.7% 순으로 투표율이 높았고, 대구광역시 52.3%, 경기도 53.3%, 인천광역시 53.7% 순으로 투표율이 낮았다.
- 시·도별 투표율
- 시·군·구별 투표율

### 광역자치단체장
새누리당을 포함한 보수진영은 서울에서는 강남구, 서초구에서 이겼고 인천에서는 구도심과 연수구, 보수 우세 신도심인 서구와 섬 지역인 강화군, 옹진군에서 이겼다. 그리고 경기도에서는 새누리당이 대도시권 구도심과 대도시권 부촌지역, 군사적 영향력이 강한 지역, 외곽지역과 최전방지역, 근접지역에서 이기고 대도시권 낙후지역 1곳에서도 이겼다. 강원도에서는 정선, 속초를 제외한 영동권 전역과 최전방 몇몇 지역에서 우세했으며 대전에서는 구도심에서 우세했다. 충남에서는 예산군, 태안군에서만 이겼고 충북에서는 충주와 대부분 농촌 지역에서 이겼다. 대구, 경북에서는 전 지역에서 이겼으며 부산에서는 낙동강벨트와 신흥 야권 지지세력 지역을 제외한 전 지역에서 앞섰으며 울산에서는 전 지역에서 앞섰고 경남에서는 김해와 창원 성산구를 제외한 전 지역에서 앞섰으며 제주도에서도 전 지역에서 앞섰다. 예전 5회 지방선거 때와 비교하면 보수진영이 우세한 지역이 5회 지선보다 많이 줄어들었지만 경남, 인천, 제주 지역에서 새누리당 지지세가 회복되었으므로 새누리당이 예전보다는 좀 성과를 거두었다. 하지만 새정치민주연합도 5회 지방선거 때보다 도시 지역에서 민주당 지지세가 더 늘어났는데 서울에서는 5회 지방선거나 2012년 대통령 선거에서 보수진영이 선전하거나 우세했던 지역에서도 크게 많이 이겼다. 주로 서울특별시의 대부분 지역에서 이겼는데 서북권, 동북권, 도심권, 서남권을 석권한 것은 물론, 동남권의 송파구, 강동구까지 석권했다. 인천 역시 부평권에서 이겼고 경기도에서는 대부분의 대도시권 위성도시에서 이겼으며 강원도에서는 영서권과 정선, 속초, 최전방에서 이겼다. 대전에서는 신도심에서 이겼으며 충남에서는 예산군, 태안군을 제외한 전 지역을 석권, 충북에서는 청주시와 옥천군, 진천군, 음성군, 증평군 등을 석권했다. 호남지역 대부분에서도 이겼으며 그 뿐 아니라 영남에서도 성과를 냈다. 부산, 경남의 낙동강벨트에서 성과를 낸 것이다.

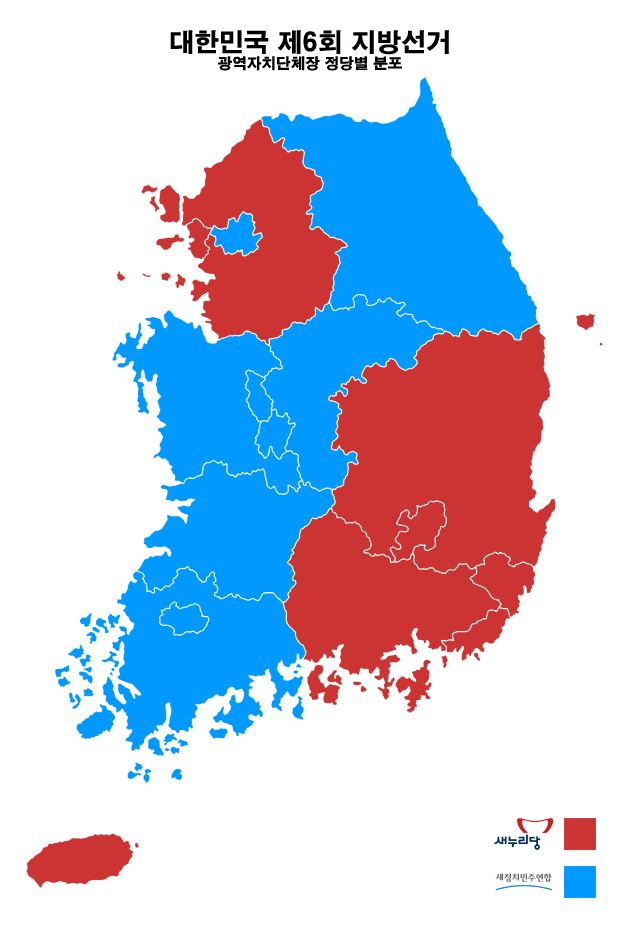
광역자치단체장 정당별 분포

| 지역               | 기호 | 후보   | 정당           | 득표수    | 득표율 | 비고 |
| ------------------ | ---- | ------ | -------------- | --------- | ------ | ---- |
| 서울특별시장       | 2    | 박원순 | 새정치민주연합 | 2,726,763 | 56.12% | 재선 |
| 인천광역시장       | 1    | 유정복 | 새누리당       | 615,077   | 49.95% |      |
| 경기도지사         | 1    | 남경필 | 새누리당       | 2,524,981 | 50.43% |      |
| 강원도지사         | 2    | 최문순 | 새정치민주연합 | 381,338   | 49.76% | 재선 |
| 대전광역시장       | 2    | 권선택 | 새정치민주연합 | 322,762   | 50.07% |      |
| 세종특별자치시장   | 2    | 이춘희 | 새정치민주연합 | 36,203    | 57.78% |      |
| 충청남도지사       | 2    | 안희정 | 새정치민주연합 | 465,994   | 52.21% | 재선 |
| 충청북도지사       | 2    | 이시종 | 새정치민주연합 | 361,115   | 49.75% | 재선 |
| 광주광역시장       | 2    | 윤장현 | 새정치민주연합 | 367,150   | 57.85% |      |
| 전라남도지사       | 2    | 이낙연 | 새정치민주연합 | 755,036   | 77.96% |      |
| 전라북도지사       | 2    | 송하진 | 새정치민주연합 | 599,654   | 69.23% |      |
| 부산광역시장       | 1    | 서병수 | 새누리당       | 797,926   | 50.65% |      |
| 대구광역시장       | 1    | 권영진 | 새누리당       | 581,175   | 55.95% |      |
| 울산광역시장       | 1    | 김기현 | 새누리당       | 306,311   | 65.42% |      |
| 경상남도지사       | 1    | 홍준표 | 새누리당       | 913,162   | 58.85% | 재선 |
| 경상북도지사       | 1    | 김관용 | 새누리당       | 986,989   | 77.73% | 3선  |
| 제주특별자치도지사 | 1    | 원희룡 | 새누리당       | 172,793   | 59.97% |      |

### 교육감

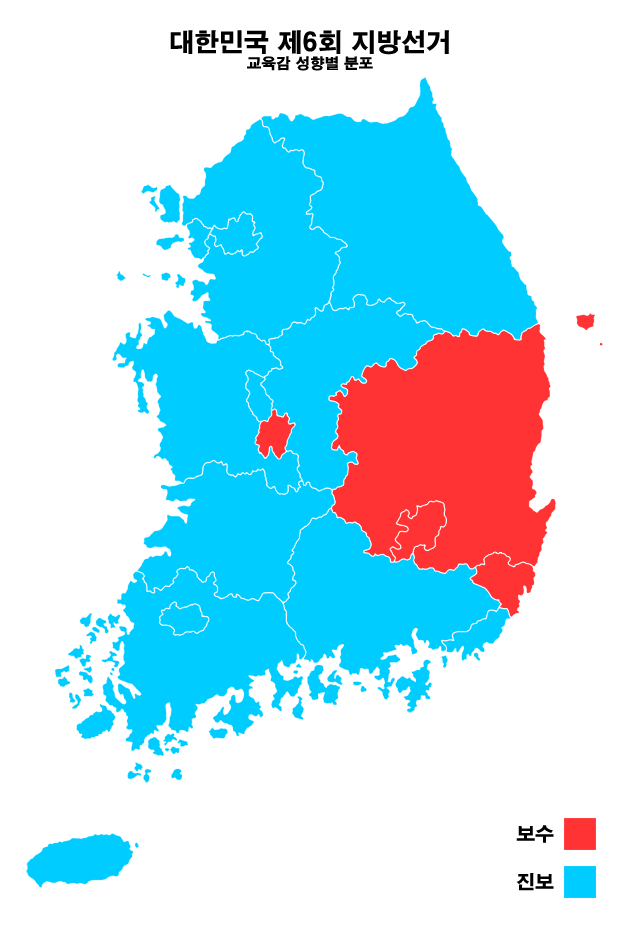
교육감 성향별 분포 (교학사 역사교과서에 대한 문제제기와 전교조 명단 공개, 무상급식 도입 찬반과 같은 기준으로 진보와 보수로 나눔)

교육감 선거 투표 결과, 17곳 중 13곳이 진보성향 교육감, 2곳이 중도성향 교육감, 2곳이 보수성향 교육감으로 당선되었다.
| 지역                 | 후보   | 성향 | 득표수      | 득표율 | 비고 |
| -------------------- | ------ | ---- | ----------- | ------ | ---- |
| 서울특별시교육감     | 조희연 | 진보 | 1,894,872표 | 39.1%  |      |
| 인천광역시교육감     | 이청연 | 진보 | 382,724표   | 31.9%  |      |
| 경기도교육감         | 이재정 | 진보 | 1,661,034표 | 36.5%  |      |
| 강원도교육감         | 민병희 | 진보 | 349,464표   | 46.4%  | 재선 |
| 대전광역시교육감     | 설동호 | 중도 | 198,364표   | 31.4%  |      |
| 세종특별자치시교육감 | 최교진 | 진보 | 23,482표    | 38.2%  |      |
| 충청남도교육감       | 김지철 | 진보 | 273,714표   | 31.9%  |      |
| 충청북도교육감       | 김병우 | 진보 | 316,107표   | 44.5%  |      |
| 광주광역시교육감     | 장휘국 | 진보 | 302,858표   | 47.6%  | 재선 |
| 전라남도교육감       | 장만채 | 진보 | 534,876표   | 56.3%  | 재선 |
| 전라북도교육감       | 김승환 | 진보 | 473,562표   | 55.0%  | 재선 |
| 대구광역시교육감     | 우동기 | 중도 | 595,097표   | 58.5%  | 재선 |
| 부산광역시교육감     | 김석준 | 진보 | 544,501표   | 34.7%  |      |
| 울산광역시교육감     | 김복만 | 보수 | 181,390표   | 36.2%  | 재선 |
| 경상남도교육감       | 박종훈 | 진보 | 604,581표   | 39.4%  |      |
| 경상북도교육감       | 이영우 | 보수 | 646,184     | 52.1%  | 3선  |
| 제주특별자치도교육감 | 이석문 | 진보 | 95,026표    | 33.2%  |      |

### 기초자치단체장

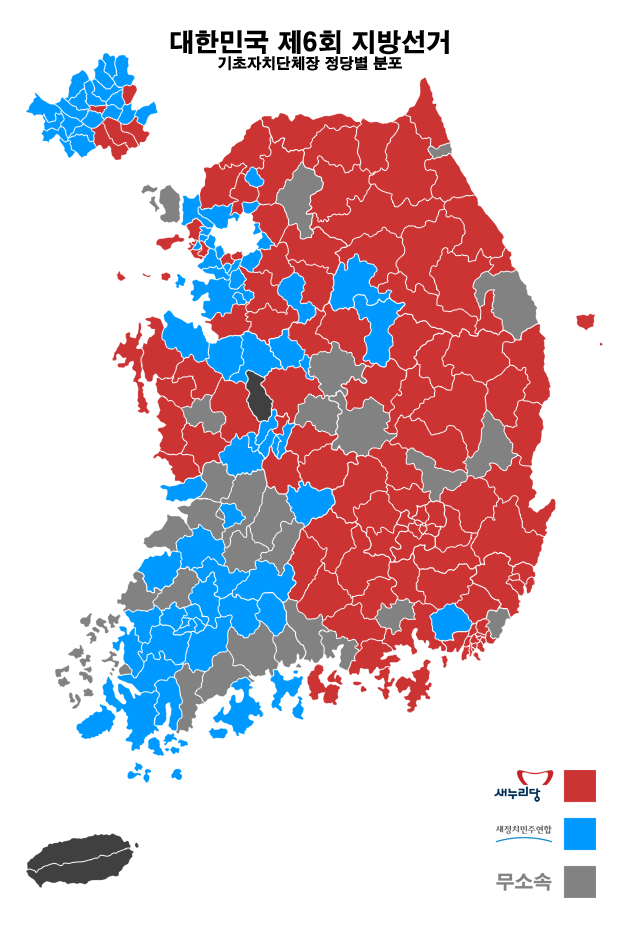
기초자치단체장 정당별 분포

| 지역       | 새누리당 | 새정치민주연합 | 무소속 | 계  |
| ---------- | -------- | -------------- | ------ | --- |
| 서울특별시 | 5        | 20             |        | 25  |
| 인천광역시 | 6        | 3              | 1      | 10  |
| 경기도     | 13       | 17             | 1      | 31  |
| 강원도     | 15       | 1              | 2      | 18  |
| 대전광역시 | 1        | 4              |        | 5   |
| 충청남도   | 9        | 5              | 1      | 15  |
| 충청북도   | 6        | 3              | 2      | 11  |
| 광주광역시 |          | 5              |        | 5   |
| 전라남도   |          | 14             | 8      | 22  |
| 전라북도   |          | 7              | 7      | 14  |
| 부산광역시 | 15       |                | 1      | 16  |
| 울산광역시 | 5        |                |        | 5   |
| 경상남도   | 14       | 1              | 3      | 18  |
| 대구광역시 | 8        |                |        | 8   |
| 경상북도   | 20       |                | 3      | 23  |
| 전국       | 117      | 80             | 29     | 226 |

### 광역의원
| 지역           | 새누리당 | 새정치민주연합 | 통합진보당 | 노동당 | 무소속 | 계  |
| -------------- | -------- | -------------- | ---------- | ------ | ------ | --- |
| 서울특별시     | 29       | 77             |            |        |        | 106 |
| 인천광역시     | 21       | 10             |            |        |        | 35  |
| 경기도         | 50       | 78             |            |        |        | 128 |
| 강원도         | 36       | 6              |            |        | 2      | 44  |
| 대전광역시     | 6        | 16             |            |        |        | 22  |
| 세종특별자치시 | 5        | 9              |            |        | 1      | 15  |
| 충청남도       | 30       | 10             |            |        |        | 40  |
| 충청북도       | 21       | 10             |            |        |        | 31  |
| 광주광역시     |          | 21             | 1          |        |        | 22  |
| 전라남도       | 1        | 52             | 1          |        | 4      | 58  |
| 전라북도       | 1        | 34             | 1          |        | 2      | 38  |
| 부산광역시     | 45       | 2              |            |        |        | 47  |
| 울산광역시     | 21       | 1              |            |        |        | 22  |
| 경상남도       | 50       | 2              |            | 1      | 2      | 55  |
| 대구광역시     | 29       | 1              |            |        |        | 30  |
| 경상북도       | 52       | 2              |            |        | 6      | 60  |
| 제주특별자치도 | 17       | 16             |            |        | 3      | 36  |
| 전국           | 416      | 349            | 3          | 1      | 20     | 789 |

광역의원 비례대표 정당별 득표
| 지역 | 새누리당            | 새정치민주연합     | 통합진보당      | 정의당          | 공화당        | 국제녹색당    | 노동당          | 녹색당          | 새정치당       | 한나라당       | 합계       |
| ---- | ------------------- | ------------------ | --------------- | --------------- | ------------- | ------------- | --------------- | --------------- | -------------- | -------------- | ---------- |
| 서울 | 2,205,524           | 2,205,358          | 148,049         | 190,531         |               | 6,795         | 30,679          | 26,898          | 9,694          | 35,488         | 4,859,016  |
| 인천 | 618,628             | 498,874            | 36,999          | 47,587          |               |               | 10,369          | 10,399          |                |                | 1,222,856  |
| 경기 | 2,395,867           | 2,204,004          | 157,783         | 191,569         |               |               | 29,555          | 33,816          | 21,010         |                | 5,033,604  |
| 강원 | 443,133             | 262,467            | 18,544          | 16,887          |               |               | 9,125           | 7,509           |                |                | 757,665    |
| 대전 | 294,903             | 303,890            | 17,219          | 16,819          |               |               |                 |                 | 3,948          |                | 636,779    |
| 세종 | 29,141              | 32,627             |                 |                 |               |               |                 |                 |                |                | 61,768     |
| 충남 | 468,764             | 337,694            | 23,637          | 21,620          |               |               | 8,962           | 7,367           | 7,980          |                | 876,024    |
| 충북 | 383,081             | 279,430            | 22,817          | 17,035          |               |               | 7,803           | 6,589           |                |                | 716,755    |
| 광주 | 55,525              | 453,281            | 85,010          | 26,370          |               |               | 15,168          |                 |                |                | 635,354    |
| 전남 | 99,809              | 646,558            | 118,574         | 50,838          |               |               | 29,552          | 17,578          |                |                | 962,909    |
| 전북 | 149,598             | 541,685            | 71,184          | 58,346          | 8,578         |               | 14,907          | 12,281          |                |                | 856,579    |
| 부산 | 921,198             | 520,414            | 63,646          | 45,351          |               |               | 20,462          | 13,363          |                |                | 1,584,434  |
| 울산 | 278,709             | 119,402            | 60,836          | 18,472          |               |               | 25,065          |                 |                |                | 502,484    |
| 경남 | 913,467             | 445,514            | 81,717          | 38,766          |               |               | 44,589          | 19,214          |                |                | 1,543,267  |
| 대구 | 717,289             | 244,233            | 24,157          | 29,120          |               |               |                 | 11,024          |                |                | 1,025,823  |
| 경북 | 949,983             | 207,846            | 30,752          | 37,002          |               |               | 20,819          |                 | 17,371         |                | 1,263,773  |
| 제주 | 139,297             | 108,215            | 12,301          | 17,472          |               |               |                 | 4,730           | 4,050          |                | 286,065    |
| 전국 | 11,063,916 (48.47%) | 9,411,492 (41.23%) | 972,311 (4.15%) | 823,785 (3.61%) | 8,578 (0.04%) | 6,795 (0.03%) | 267,055 (1.17%) | 170,768 (0.75%) | 64,053 (0.28%) | 35,488 (0.16%) | 21,725,155 |

### 기초의원
| 정당           | 지역구 | 비례대표 | 총 당선자 수 |
| -------------- | ------ | -------- | ------------ |
| 새누리당       | 1206   | 207      | 1413         |
| 새정치민주연합 | 989    | 168      | 1157         |
| 통합진보당     | 31     | 3        | 34           |
| 정의당         | 10     | 1        | 11           |
| 노동당         | 6      |          | 6            |
| 무소속         | 277    |          | 277          |
| 합계           | 2519   | 379      | 2898         |

## 결과
새누리당과 새정치민주연합이 비긴 시합이었다고 평가받는다. 기초단체장과 득표율로는 새누리당이 이겼지만, 광역단체장과 교육감으로는 새정치민주연합이 이겼기 때문이다. 언론사에 따라서 조선일보 등 보수언론은 득표율에서 새정치민주연합이 패한점, 기초단체장에서 거의 모든 지역에서 새정치민주연합이 후퇴한것, 그리고 세월호 정국에서 부진한 점을 들어 새누리당의 승리라고 주장한다. 반면 한겨레신문같은 진보언론은 교육감에서 거의 대부분의 지역에서 보수가 진것, 가장 중요한 광역단체장에서는 호남과 호서지역을 모조리 새정치민주연합이 휩쓴것, 득표율로도 새정치민주연합이 부울경에서 선전한 점을 들어 새정치민주연합의 승리라고 주장했다.
광역단체장은 새정치민주연합의 승리였다. 새누리당은 인천과 경남을 뺐었을 뿐 나머지 지역에서는 새정치민주연합의 질주를 막지 못했다. 이광재의 당선 상실로 여권으로 돌아설것이라 예측한 강원도에서도 최문순이 선전했고, 이시종과 권선택, 이춘희, 안희정 등 충청 진보 세력이 전원 당선되었다. 새누리당의 원로중 한명인 남경필 역시 김진표와 접전 끝에 승리했을 뿐이다. 부산에서는 서병수가 친 민주당 인사인 오거돈에 겨우 이겼고 대구에서도 새정치민주연합이 40%대 이상의 득표를 얻었다.
반면 기초단체장과 득표율에서는 새누리당이 승리하였다. 새정치민주연합은 대전, 세종과 호남 지역에서 득표율로 앞섰을 뿐 나머지 지역은 모두 새누리당이 앞섰다. 특히 서울에서 500여표 차로 새누리당이 이긴것은 뼈아픈 일이었다. 기초단체장에서는 호남에서의 무소속 선전으로 새정치민주연합이 대패했고 새누리당은 약세 지역인 호남에서 크게 선전했다. 득표율에서 전라남도에서는 통합진보당에 앞서 2위를 차지해 호남 지역주의 붕괴의 신호탄을 알리기도 했다.
한편, 진보정당은 완전히 패배했다. 기초단체장 0명, 광역단체장 0명에 불과한 초라한 성적표에 진보 정치인들 전원이 경악했다. 진보정당이 노동당, 정의당, 통합진보당 3갈래로 분열된 가운데 후보 단일화가 실패해 모두가 다같이 낙선하고 만것이다. 광역의원도 지역구에서 1명, 그것도 노동당 출신의 여영국을 배출하는데 그쳤다. 이러한 참패 속에서 통합진보당 당 조직이 와해되고 정의당이 진보정당의 맹주로 발돋음하게 된다. 
교육감 선거에서는 보수가 거의 모든 지역에서 지거나 접전 끝에 승리했다. 여기에서는 서울 교육감 후보인 고승덕의 영향이 컸다. 보수 출신으로 출마한 고승덕은 그의 자식이 SNS에서 자신을 '좋은 아빠라고 부를수 없다'라고 비판하자, 연설에서 <못난 아버지를 둔 딸에게 정말 미안하다>라고 소리지르면서 인터넷상에서 조롱의 대상이 되며 이미지가 급락히 추락했다. 사전 선거에서는 고승덕이 대부분의 지역에서 앞섰으나, 일명 <미안하다> 발언 이후 치러진 선거에서는 고승덕이 2위도 아닌 3위를 차지했다. 학부모들 사이에서 보수 교육감은 믿을 수 없다는 정서가 퍼졌고 따라서 2018년 지선까지 교육감은 모두 진보가 쓸어가게 되었다.